# Пириул-Киржей
Пириул-Киржей (рум. Pârâul Cârjei) — село у повіті Нямц в Румунії. Входить до складу комуни Борка.
Село розташоване на відстані 308 км на північ від Бухареста, 54 км на північний захід від П'ятра-Нямца, 138 км на захід від Ясс.

## Населення
За даними перепису населення 2002 року у селі проживали 758 осіб, усі — румуни. Усі жителі села рідною мовою назвали румунську.